# Królewska Szkoła Lekarska
Królewska Szkoła Lekarska – polska szkoła wyższa założona w 1775 w Grodnie, następnie włączona do Szkoły Głównej Litewskiej jako wydział lekarski.